# Вознесенка (Первомайський район)
Вознесе́нка (рос. Вознесенка) — присілок у складі Первомайського району Томської області, Росія. Входить до складу Сергієвського сільського поселення.

## Населення
Населення — 193 особи (2010; 211 у 2002).
Національний склад (станом на 2002 рік):
- росіяни — 84 %